# بيرتل كارلسون (منافس ألعاب قوى)
بيرتل كارلسون (بالسويدية: Bertil Karlsson)‏ هو منافس ألعاب قوى سويدي، ولد في 19 سبتمبر 1919 في أوبسالا في السويد، وتوفي في 31 ديسمبر 2012.

## وصلات خارجية
- بيرتل كارلسون على موقع أوليمبيديا (الإنجليزية)
- بيرتل كارلسون على موقع اللجنة الأولمبية السويدية (السويدية)